# Washington Stecanela Cerqueira
Washington Stecanela Cerqueira (født 11. april 1975) er en tidligere brasiliansk fodboldspiller.

## Brasiliens fodboldlandshold
| Brasiliens landshold | Brasiliens landshold | Brasiliens landshold |
| År                   | Kmp                  | Mål                  |
| -------------------- | -------------------- | -------------------- |
| 2001                 | 6                    | 1                    |
| 2002                 | 3                    | 1                    |
| Total                | 9                    | 2                    |